# Station Diemen Zuid
Station Diemen Zuid is een spoorweg- en metrostation in Diemen-Zuid, een deel van de Nederlandse plaats Diemen (provincie Noord-Holland). 

## Metrostation

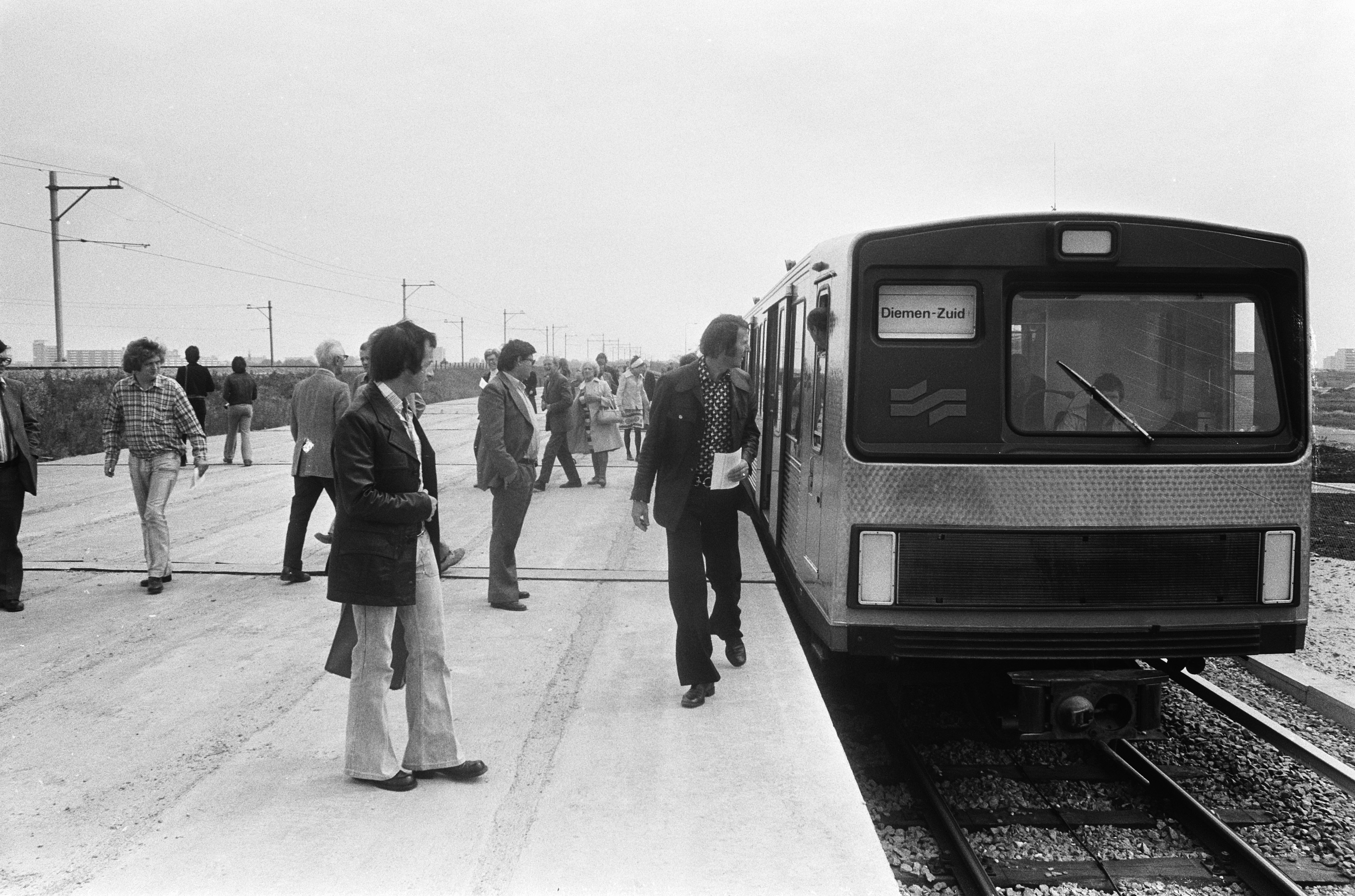
Amsterdammers maken een kennismakingsritje met de metro in Diemen Zuid, twee jaar voor de opening; reizigers bij het in- en uitstappen; 14 juni 1975.

Het station werd als metrostation in gebruik genomen op 14 oktober 1977 met de opening van de eerste Amsterdamse metrolijnen. Het lag destijds in een kale zandvlakte. Sindsdien zijn in de omgeving woonwijken en het bedrijvenpark Bergwijkpark verrezen. 
Het metrostation (zuidkant) is ontworpen door Sier van Rhijn en Ben Spängberg van de Dienst der Publieke Werken. Zij kwamen met een totaalconcept, waarbij zij de vormen van bekisting lieten zien, een kenmerk van brutalisme. Het metrostation sluit aan op brug 1618. In het kader van de opening van de Noord/Zuidlijn in 2018 werd het station opgeknapt en kreeg het in de stationshal/verdeelruimte een nieuw naambord.
Rondom het metrostation zijn twee uitingen van kunst in de openbare ruimte te vinden:
- bij de verdeelruimte bij de ingang is er mozaïek van gekleurde glasplaten te zien, vermoedelijk van Rolf Adel
- het naambord bestaat sinds 2018 uit tegels gemaakt door Koninklijke Tichelaar Makkum met typografie van René Knip

## Treinstation
Het spoorwegstation werd in gebruik genomen op 23 mei 1993, met de opening van de Zuidelijke tak van de Ringspoorbaan in Amsterdam. Daarmee kwam de verbinding tussen station Amsterdam RAI via Duivendrecht en Diemen Zuid met Weesp tot stand, waarmee Schiphol een rechtstreekse verbinding verkreeg met Almere. Het station is ontworpen door Rob Steenhuis, net als het station RAI dat aan dezelfde spoorlijn ligt en in dezelfde periode is ontworpen. Station Diemen Zuid kan als een eenvoudiger versie van het station Amsterdam RAI worden gezien: beide stations hebben een gelijksoortige overkapping maar station Diemen Zuid heeft alleen een perronkap zonder de glazen zijwanden die station Amsterdam RAI wel heeft. (Door een uitbreiding van station Amsterdam RAI rond 2015 vallen de overeenkomsten minder op).
Station Diemen Zuid is afgesloten met OVC-poorten. Er zijn poortjes in de centrale uitgang en aan het oostelijke uiteinde van het perron. De uitgang aan het westelijke uiteinde van het perron, naar de oostzijde van de Gooiseweg, heeft geen poortjes en ook geen palen en werd per 1 juni 2015 gesloten. 
Naast het station ligt sinds 2013 Campus Diemen Zuid, voorheen een kantorencomplex.

### Treinen
De volgende treinseries stoppen in de dienstregeling 2025 op station Diemen Zuid:
| Serie | Treinsoort    | Route | Bijzonderheden                                                                                     |
| ----- | ------------- | --- | -------------------------------------------------------------------------------------------------- |
| 4300  | Sprinter (NS) | Den Haag Centraal – Leiden Centraal – Schiphol Airport – Amsterdam Zuid – Diemen Zuid – Weesp – Almere Centrum – Almere Buiten – Almere Oostvaarders – Lelystad Centrum | |
| 5700  | Sprinter (NS) | Utrecht Centraal – Hilversum – Weesp – Diemen Zuid – Amsterdam Zuid – Schiphol Airport – Hoofddorp – Leiden Centraal                                                    | Rijdt niet na 20:00 uur. Rijdt vrijdag en in het weekend niet tussen Hoofddorp en Leiden Centraal. |

## Bushalte
Het busvervoer wordt verzorgd door het GVB (concessie Stadsvervoer Amsterdam).
| Soort    | Lijn | Route |
| -------- | ---- | --- |
| Stadsbus | 44   | Station Bijlmer ArenA - Station Diemen Zuid - Station Diemen - Diemen-Noord                                                    |
| Nachtbus | N87  | Centraal Station - Rembrandtplein - Artis - Middenweg - Station Diemen Zuid - Ganzenhoef - Kraaiennest - Station Bijlmer ArenA |

## Afbeeldingen

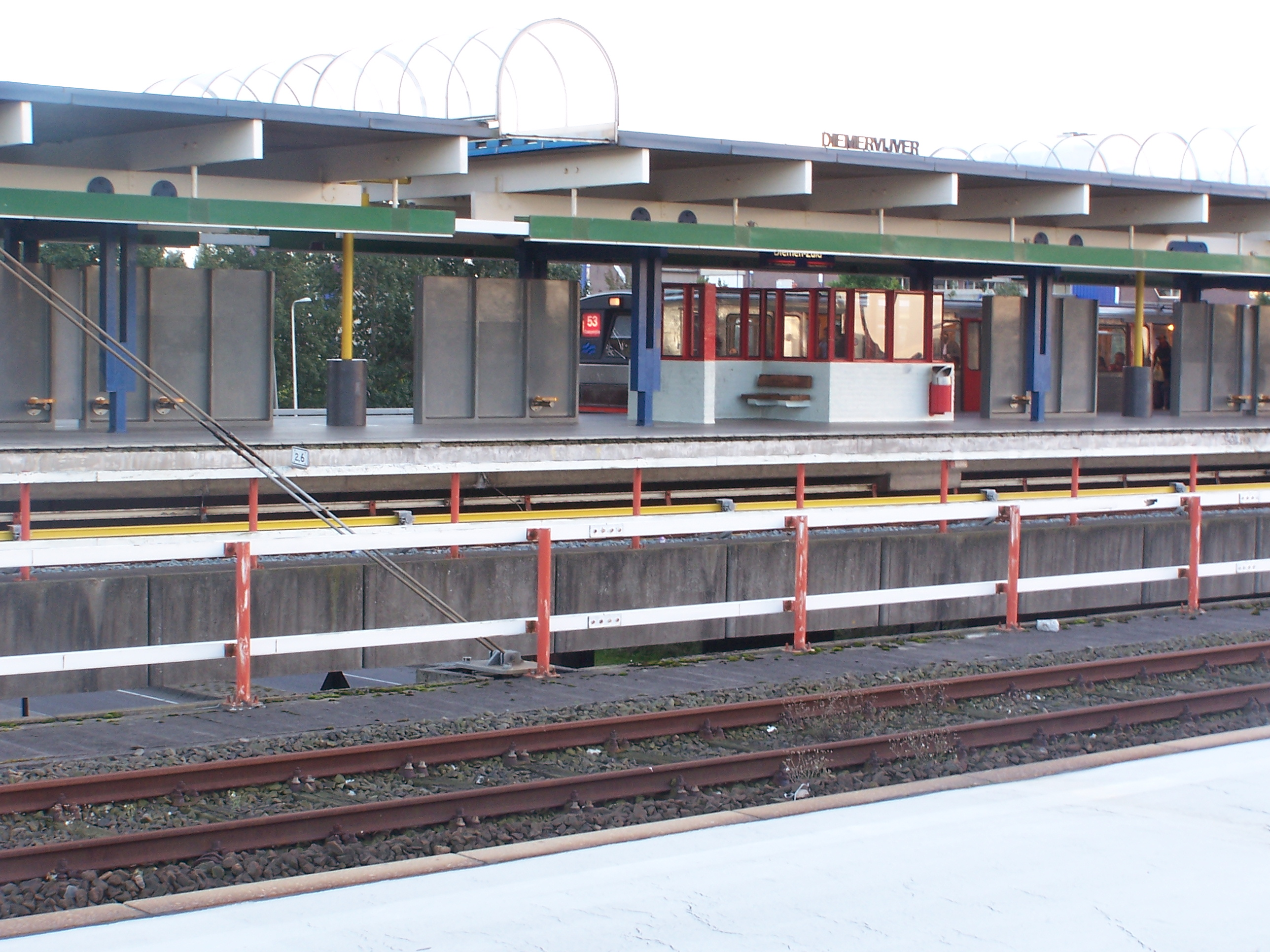
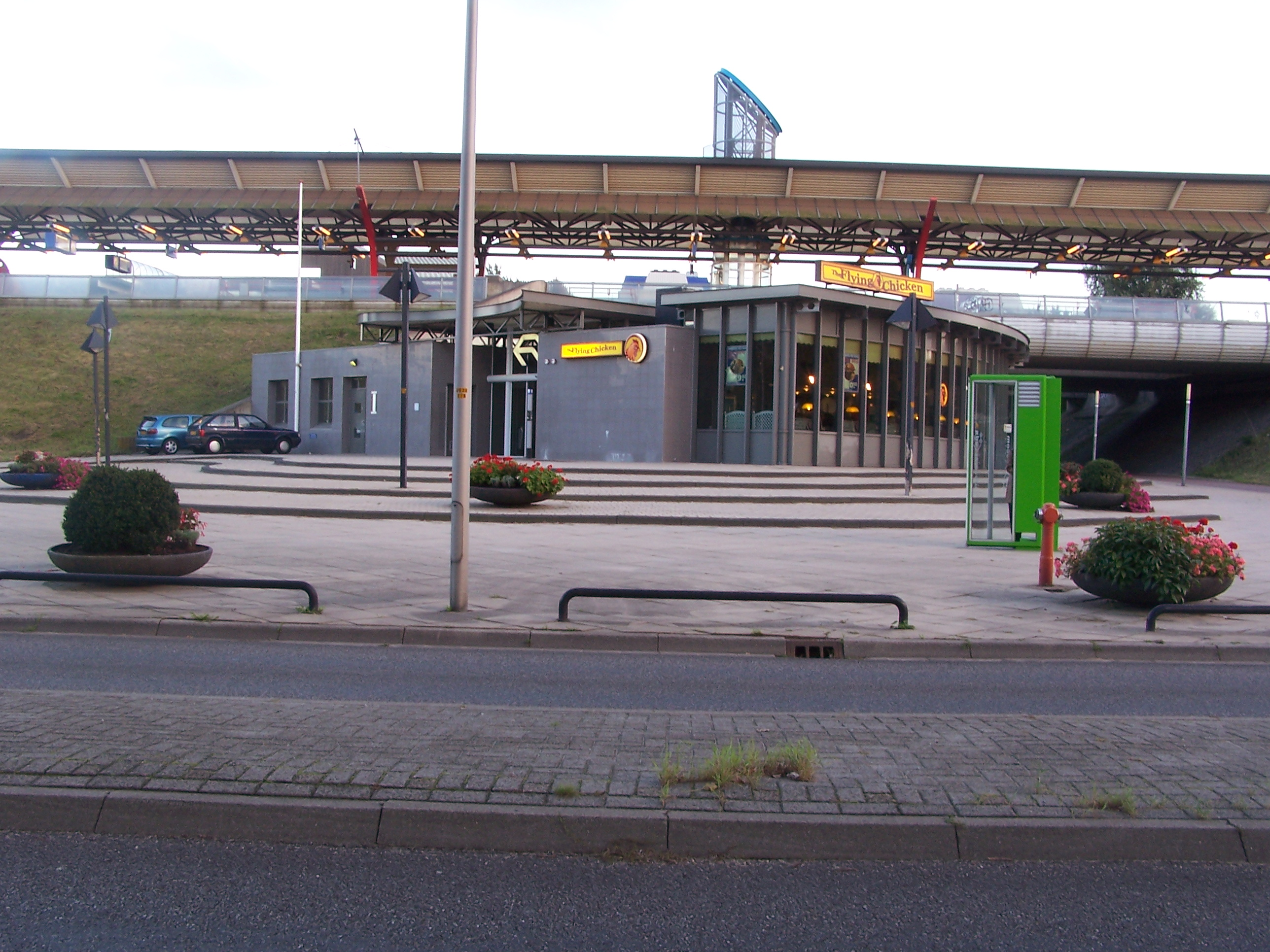
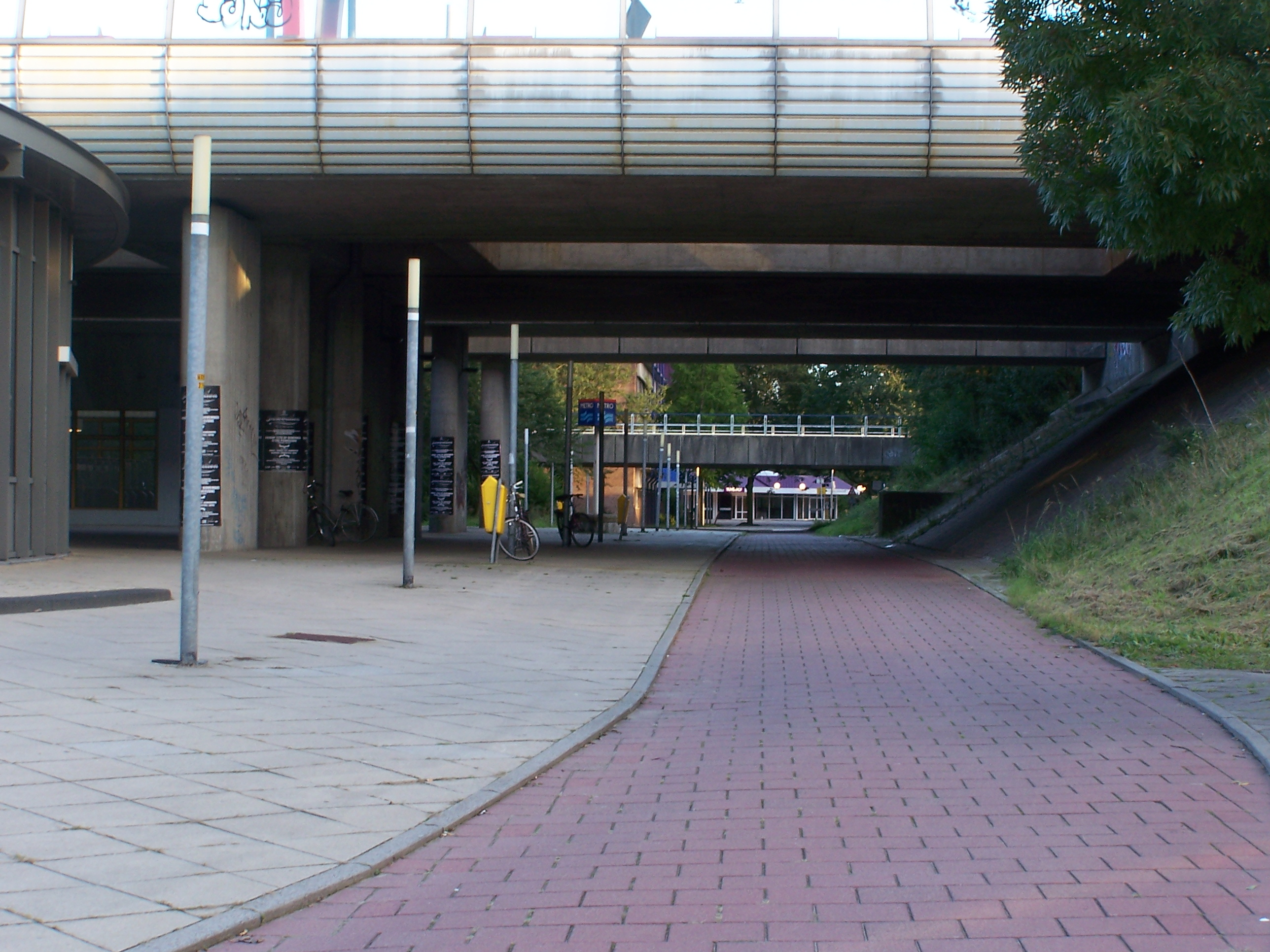
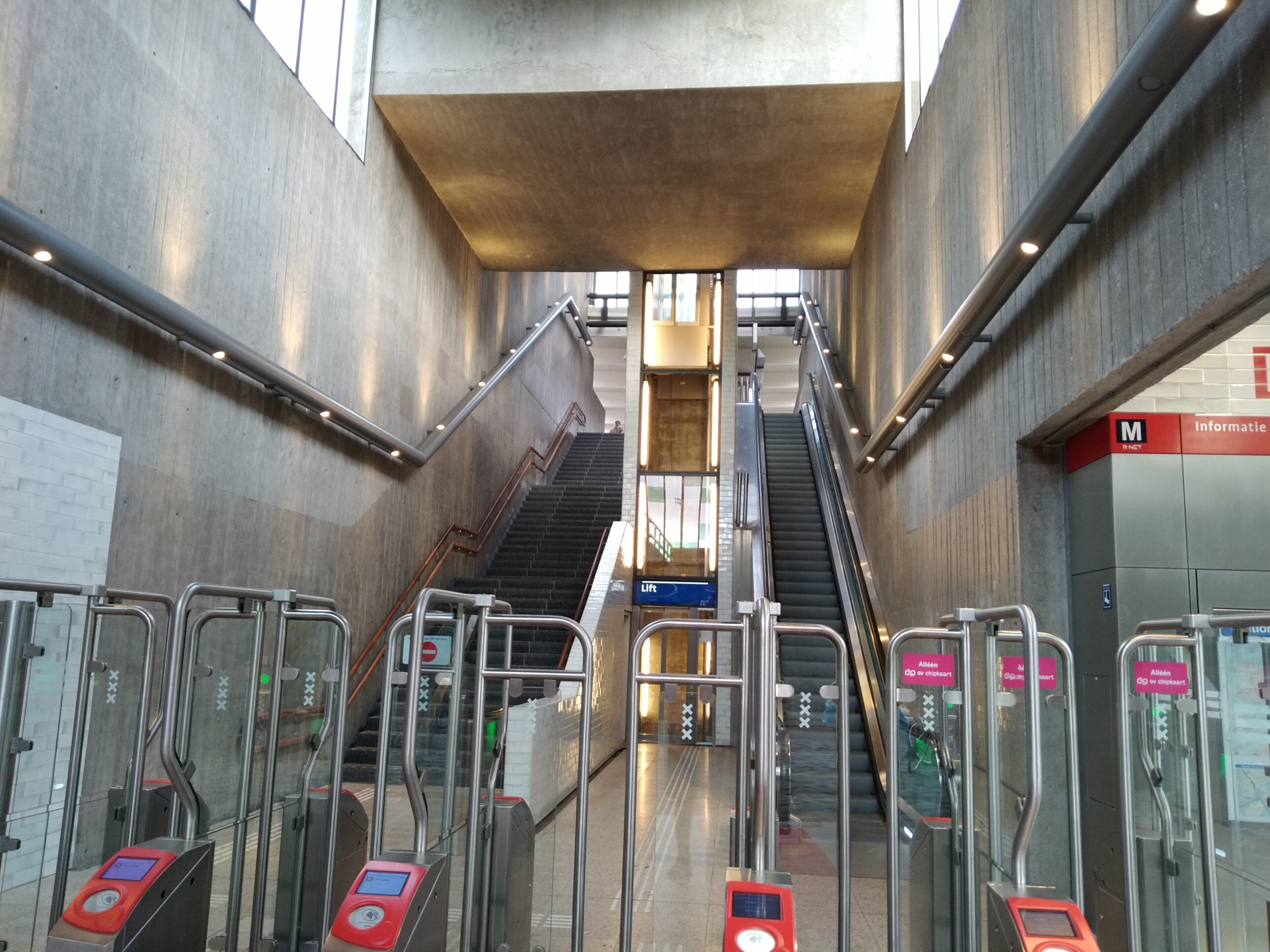
Slurf metrostation (november 2021)
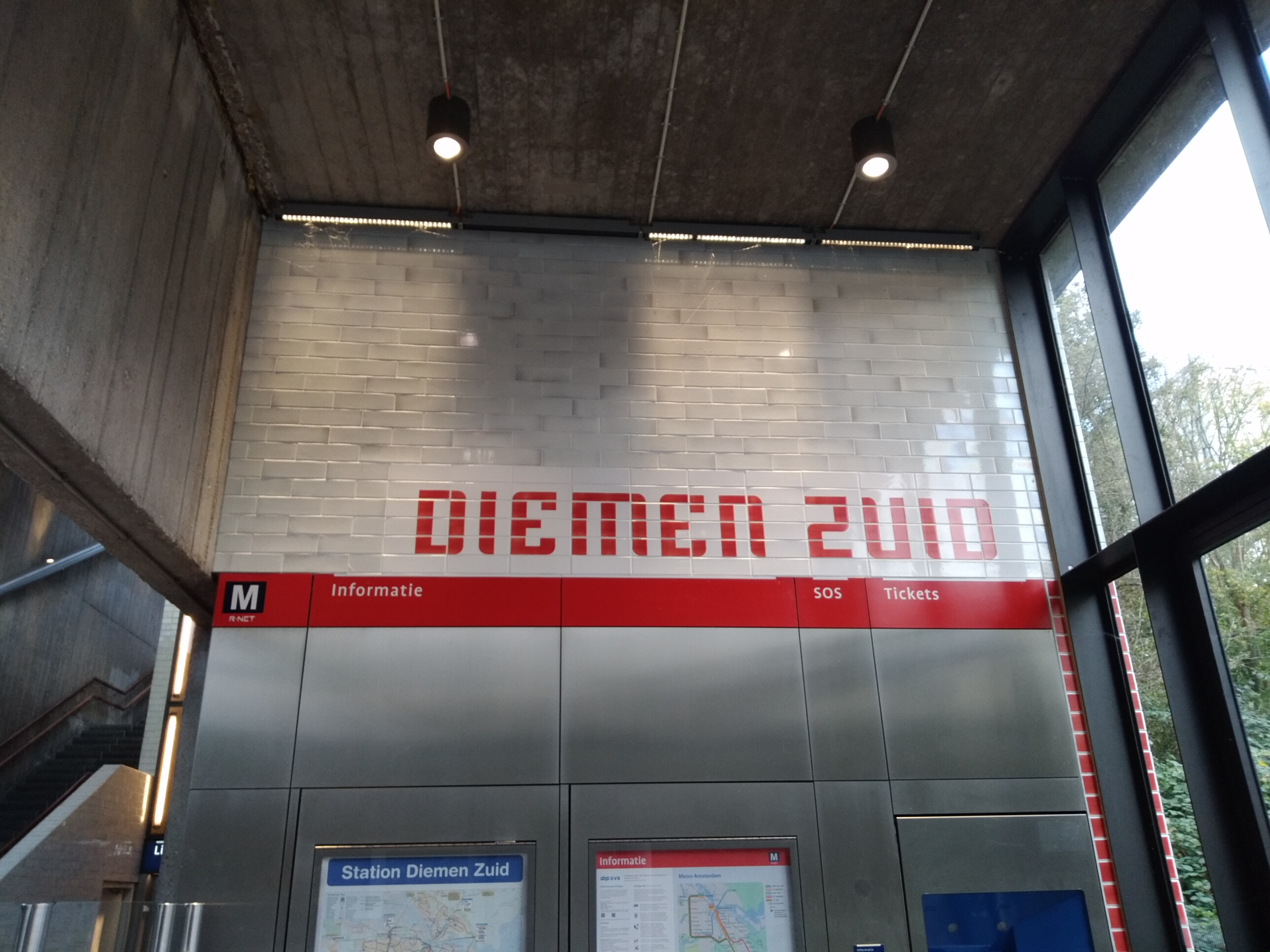
Letters van Knip (november 2021)

## Ontwikkeling aantal reizigers
Het aantal door NS vervoerde reizigers (per gemiddelde werkdag) ontwikkelde zich sedert 2019 als volgt:
| Jaar | Aantal reizigers |
| ---- | ---------------- |
| 2019 | 3.535            |
| 2020 | 1.727            |
| 2021 | 1.972            |
| 2022 | 2.692            |
| 2023 | 3.258            |
| 2024 | 2.965            |

Centraal Station (NS) ·
Nieuwmarkt ·
Waterlooplein ·
Weesperplein ·
Wibautstraat ·
Amstelstation (NS) ·
Spaklerweg ·
Van der Madeweg ·
Venserpolder ·
Station Diemen Zuid (NS) ·
Verrijn Stuartweg ·
Ganzenhoef ·
Kraaiennest ·
Gaasperplas
0: Weesp ·
2: Diemen Zuid ·
5: Duivendrecht ·
10: Amsterdam RAI ·
12: Amsterdam Zuid ·
15: Schiphol Airport ·
19: Hoofddorp ·
24: Nieuw Vennep ·
27: Sassenheim ·
30: Leiden Centraal
Alkmaar ·
-Noord ·
Amsterdam:
-Amstel ·
-ArenA ·
-Bijlmer ArenA · 
-Centraal ·
-Holendrecht ·
-Lelylaan ·
-Muiderpoort ·
-RAI ·
-Science Park ·
-Sloterdijk ·
-Zuid ·
Anna Paulowna ·
Beverwijk ·
Bloemendaal ·
Bovenkarspel:
-Flora ·
-Grootebroek ·
Bussum Zuid ·
Castricum ·
Den Helder ·
-Zuid ·
Diemen ·
-Zuid ·
Driehuis ·
Duivendrecht ·
Enkhuizen ·
Haarlem ·
-Spaarnwoude ·
Halfweg-Zwanenburg ·
Heemskerk ·
Heemstede-Aerdenhout ·
Heerhugowaard ·
Heiloo ·
Hilversum ·
-Media Park ·
-Sportpark ·
Hollandsche Rading ·
Hoofddorp ·
Hoogkarspel ·
Hoorn ·
-Kersenboogerd ·
Koog aan de Zaan ·
Krommenie-Assendelft ·
Naarden-Bussum ·
Nieuw Vennep ·
Obdam ·
Overveen ·
Purmerend ·
-Overwhere ·
-Weidevenne ·
Santpoort:
-Noord ·
-Zuid ·
Schagen ·
Schiphol Airport ·
Uitgeest ·
Weesp ·
Wormerveer ·
Zaandam ·
-Kogerveld ·
Zaandijk Zaanse Schans ·
Zandvoort aan Zee
Stations van de Museumstoomtram Hoorn-Medemblik:
Tramstation Hoorn · 
Zwaag ·
Wognum-Nibbixwoud ·
Twisk ·
Opperdoes ·
Medemblik
Voormalige stations: zie de lijst van voormalige spoorwegstations in Noord-Holland